# Alexander Iljitsch Achijeser
Alexander Iljitsch Achijeser (russisch Алекса́ндр Ильи́ч Ахие́зер, im Deutschen manchmal auch Achieser transkribiert, englische Transliteration Aleksandr Il´ich Akhiezer, * 31. Oktober 1911 in Tscherykau, heute Belarus; † 4. Mai 2000 in Charkiw) war ein sowjetisch-ukrainischer theoretischer Physiker, der unter anderem in Quantenelektrodynamik (QED), Kernphysik, Plasmaphysik und Festkörperphysik arbeitete.

## Leben und Werk
Achijeser war der Sohn eines Arztes und studierte 1929 bis 1934 am Polytechnikum in Kiew, wo er sein Diplom in Radiotechnik machte. Da er mehr an theoretischer Physik interessiert war, ging er auf Rat seines Bruders zu Lew Landau ans Physikalisch-Technische Institut in Charkiw. Dort wurde er nach mündlicher Prüfung von Landau akzeptiert und arbeitete mit Isaak Pomerantschuk, einem weiteren Landau Schüler, an nichtlinearen Problemen der Quantenelektrodynamik, speziell der Streuung von Photonen aneinander bei hohen Energien ein Problem das zur selben Zeit auch Werner Heisenberg mit seinem Schüler Hans Euler untersuchte. 1936 wurde er bei Landau promoviert (Kandidatentitel, weitere Prüfer waren Igor Tamm und George Placzek). Nachdem Landau 1938 nach Moskau gegangen war, wurde Achijeser dessen Nachfolger als Leiter der Abteilung Theoretische Physik in Charkiw. 1940 erhielt er den russischen Doktortitel (entspricht im Westen einer Habilitation) mit einer Arbeit über die Absorption und Eindringtiefe von Schallwellen durch Elektronen in Dielektrika und Metallen (1957 in Untersuchungen über Ultraschallabsorption fortgesetzt). 1941 erhielt er eine volle Professur. Er blieb Physikalisch-Technischen Institut (NSC KIPT) in Charkiw bis zu seinem Lebensende. 1996 wurde dort auf seine Initiative hin aus der Abteilung für Theoretische Physik, der er bis 1988 vorstand, das Institut für Theoretische Physik gegründet, das heute nach ihm benannt ist. Bis 1990 war er auch Professor an der Staatlichen Universität Charkiw, wo er schon ab 1936 und 1945 bis 1975 Leiter des Instituts für theoretische Kernphysik war. 1951 bis 1964 war er auch Leiter der radiotechnischen Akademie der Artillerie in Charkiw. Von 1964 an war er Mitglied der Akademie der Wissenschaften der Ukrainischen SSR.
1944 bis 1952 forschte er mit Pomerantschuk im „Labor Nr.2“ (dem späteren Kurtschatow-Institut) in Moskau über die Neutronenkinetik in Kernreaktoren. Diese für die Sowjetunion grundlegenden theoretischen Untersuchungen zur Physik von Kernreaktoren (parallel in Deutschland von Heisenberg und Mitarbeitern und in den USA von Enrico Fermi, Eugene Wigner u. a. durchgeführt), wurden erst viel später freigegeben und veröffentlicht, fanden aber in vervielfältigter Form weite Verbreitung in den russischen kerntechnischen Instituten. Mit Pomerantschuk untersuchte er auch weitere Kernreaktionen und die Theorie der inelastischen Streuung von Neutronen in Kristallen. Ende der 1940er Jahre leistete Achijeser auch Pionierarbeit in der Untersuchung verschiedener Plasma-Instabilitäten und -Oszillationen. Außerdem war er an theoretischen Untersuchungen zur Konzeption von Teilchenbeschleunigern beteiligt. Er untersuchte magnetoakustische Wellen und Diffraktions-Streuung bei Kernreaktionen. 1953 erschien das vielgerühmte Lehrbuch der QED mit Wladimir B. Berestezki „Quanten-Elektrodynamik“, das 1957 ins Englische übersetzt wurde. Berechnung verschiedener Phänomene der QED war eines der Hauptthemen von Achijeser mit seinen Schülern, z. B. Streuung ultrarelativistischer Elektronen in Kristallen und kohärente Bremsstrahlung (ein Thema, das er schon in den 1930er Jahren behandelte). In den 1990er Jahren untersuchte er Phasenübergänge in Kernmaterie und Quark-Plasmen innerhalb von Landaus Theorie der Fermiflüssigkeiten.
Achijeser war für die Qualität seine Vorlesungen bekannt. In den 1990er Jahren erblindete er völlig.
1949 erhielt er den L.Mandelstam Preis der Russischen Akademie der Wissenschaften. 1986 erhielt er den ukrainischen Staatspreis. 1995 erhielt er den N.N.Bogoljubow Preis. 1998 erhielt er den Pomerantschuk-Preis. 2000 erhielt er den Dawydow-Preis der ukrainischen Akademie der Wissenschaften.
Er ist der jüngere Bruder des Mathematikers Naum Iljitsch Achijeser.

## Schriften
Achijeser schrieb 16 Monographien und 11 sonstige Bücher:
- mit Wladimir Berestetski „Quanten-Elektrodynamik“, Frankfurt am Main, Harri Deutsch 1962 (deutsche Ausgabe), russisches Original: Moskau, Gostechizdat, 1953, Nauka 1959, 4. Auflage 1981, englisch „Quantum Electrodynamics“, New York, Consultants Bureau 1957, 2. Auflage, Wiley 1965
- mit Pomerantschuk: Einige Probleme in der Theorie der Kerne, Moskau, Gostechizdat, 1948, 2. Auflage 1953 (russisch)
- mit Baryakhtar, Peletminskii: Spin Waves, North Holland 1968 (russisch 1967)
- mit I. Achijeser, R. Polovin, A. Sitenko, K. Stepanov: Collective Excitations in Plasmas, Oxford, Pergamon Press 1965 (russisch 1964)
- mit M. Rekalo: Elektrodynamik der Hadronen, Kiew 1983 (russisch)
- mit Sitenko, Tartakovskii: Nuclear Electrodynamics, Springer 1994 (russisch Kiew 1989)
- mit I. Achijeser, R. Polovin, A. Sitenko, K. Stepanov: Plasma Electrodynamics, 2 Bände, Pergamon Press 1975 (russisch 1974)
- mit Peletminskii: Fields and Fundamental Interactions, Taylor and Francis 2002 (russisch „Theorie fundamentaler Wechselwirkungen“, Kiew 1993)
- mit Shulga: High Energy Electrodynamics in Matter, Gordon and Breach 1996 (russisch 1993)
- mit S.V.Peletminskii: Methods of Statistical Physics, Pergamon Press 1981 (russisch 1977)
- mit Bereznoy, Filipenko: Nuclear Diffraction, Harwood Academic/Gordon and Breach 1998
- mit Landau, Lifschitz „Mechanik und Molekularphysik“ (Grundlagenkurs in Physik), Moskau, Nauka 1965, 1969 (russisch), Achijeser schrieb auch einen entsprechenden Band zur Elektrodynamik, Kiew 1981
- mit Pomerantschuk: Einführung in die Theorie Neutronen-multiplizierender Systeme (Reaktoren), Moskau, IzdAT 2002 (russisch)

Populärwissenschaftliche Bücher (russisch bzw. ukrainisch):
- Evolution des Physikalischen Weltbildes, 1973 (ukrainisch), 1998
- mit M. Rekalo: Physik der Elementarteilchen, Kiew 1979
- mit M. Rekalo: Biographie der Elementarteilchen, Kiew 1979, 1983
- mit Rekalo: Elementarteilchen, Moskau 1986
- mit Yu. Stepanowsky: Von den Quanten des Lichts zu gefärbten Quarks, 1993

## Verweise
1. ↑  Achijeser, Pomerantschuk „Scattering of Light by Light“, Nature, Bd. 138, 1936, S. 206, „Über die Streuung von Licht an Licht“, Physikalische Zeitschrift der Sowjetunion, Bd. 11, 1937
2. ↑  Achijeser beschreibt seine Erinnerungen daran in Physics Today, Juni 1994
3. ↑  Achijeser „On the Sound absorption in solids“, Zeitschrift Exp.Theor.Physik (JETP) Bd. 18, 1938, S. 1318 (russisch), „On the absorption of sound in metals“, Journal Physics USSR, Bd. 1, 1939, S. 289–298
4. ↑   Webseite der Nationalen Akademie der Wissenschaften der Ukraine (Memento vom 28. November 2016 im Internet Archive) - Mitgliederseite Akhiezer Alexander Ylych

| Personendaten    | Personendaten                                  |
| ---------------- | ---------------------------------------------- |
| NAME             | Achijeser, Alexander Iljitsch                  |
| ALTERNATIVNAMEN  | Ахие́зер, Алекса́ндр Ильи́ч (russisch)            |
| KURZBESCHREIBUNG | sowjetisch-ukrainischer theoretischer Physiker |
| GEBURTSDATUM     | 31. Oktober 1911                               |
| GEBURTSORT       | Tscherykau, heute Belarus                      |
| STERBEDATUM      | 4. Mai 2000                                    |
| STERBEORT        | Charkiw, Ukraine                               |